# Hispidoberyx ambagiosus
Hispidoberyx ambagiosus är en fiskart som beskrevs av Kotlyar, 1981. Hispidoberyx ambagiosus ingår i släktet Hispidoberyx och familjen Hispidoberycidae. Inga underarter finns listade i Catalogue of Life.